# Distruzione mutua assicurata

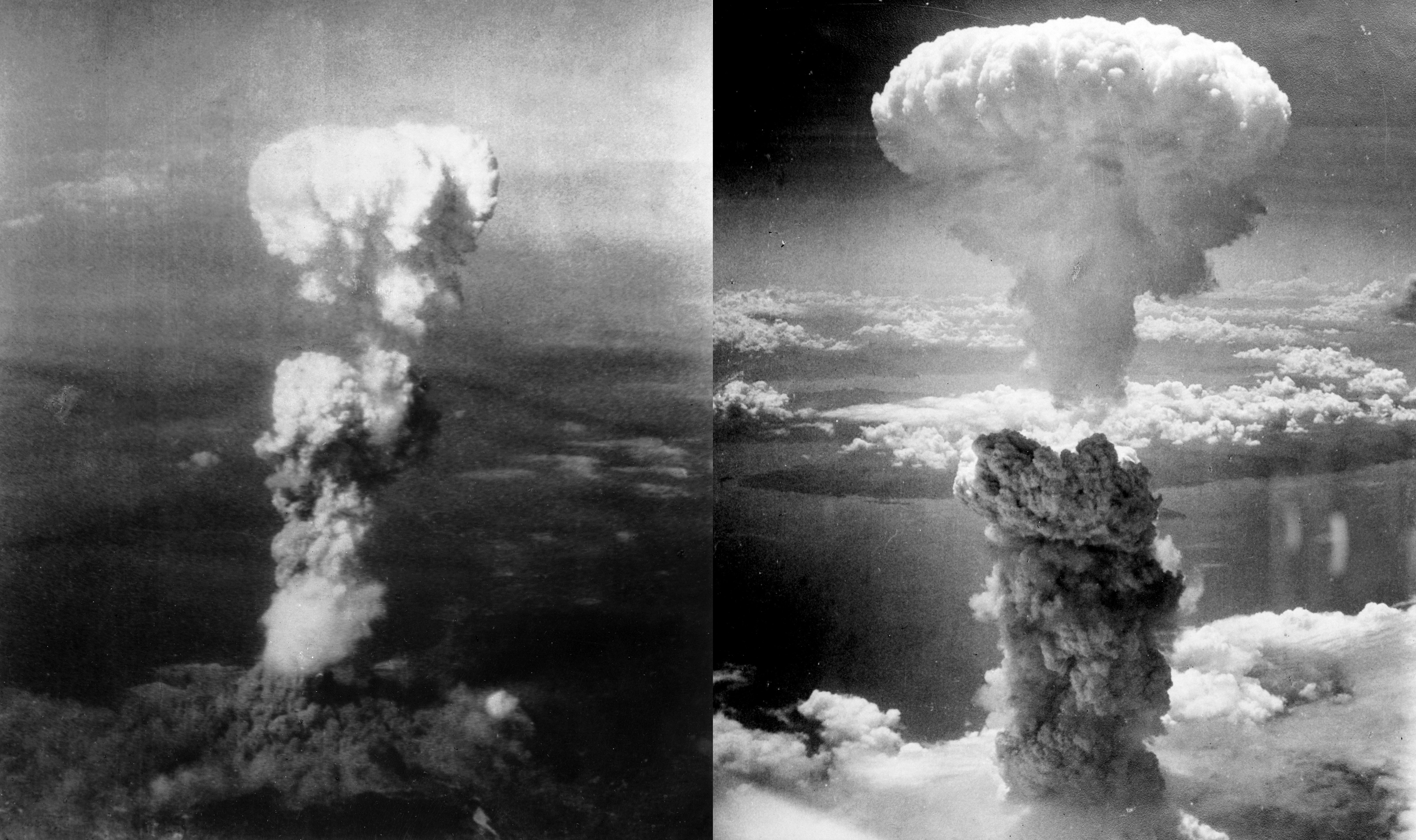
Il bombardamento atomico di Hiroshima (a sinistra) e Nagasaki (a destra)

Nella strategia militare, la distruzione reciproca assicurata (traduzione dall'inglese mutual assured destruction, abbreviato in  MAD) è una teoria che in concreto si sviluppa intorno all'ipotesi di una situazione di attacco o comunque aggressione militare con uso di armi nucleari; la tesi proposta è che ogni utilizzo di simili ordigni da parte di uno dei due opposti schieramenti finirebbe per determinare la distruzione sia dell'attaccato che dell'attaccante. Questo avrebbe la conseguenza di creare una situazione di stallo in cui nessuno può permettersi di far scoppiare una guerra globale, poiché non ci sarebbero né vincitori e sconfitti né possibili armistizi, ma solo l'inevitabile distruzione per entrambe le parti.

## Descrizione
Questa teoria incontrò il consenso di alcune potenze, che ne fecero il concetto cardine sul quale basarono la loro politica strategica. Nel pragmatico mondo anglosassone, la locuzione indica più significativamente la conseguente politica strategica piuttosto che la teoria. La teoria, nata all'epoca della guerra fredda tra Stati Uniti ed Unione Sovietica ma non per questo scaduta oggi di attualità, assume che ogni parte abbia sufficiente potenziale bellico da distruggere l'altra e che ognuna delle parti, se attaccata dall'altra per qualsiasi motivo, reagirebbe con forza pari o superiore o comunque paragonabile. Il risultato più probabilmente attendibile è che la battaglia si intensificherebbe al punto che ognuna delle parti causerebbe sicuramente all'altra - e, potenzialmente, anche ai suoi alleati - una distruzione totale.
Si assume che, di conseguenza, in questa situazione nessuna delle parti sarebbe così irrazionale da rischiare la propria distruzione (che si tradurrebbe nella più drammaticamente classica vittoria di Pirro, cioè nell'assoluta assenza di vantaggio, ed anzi con certezza di danno non comparabile col danno all'avversario); dunque nessuna delle parti, si suppone, oserebbe lanciare il Primo colpo nucleare. Considerati i tempi di attacco (il tempo di viaggio degli ordigni dalla base di lancio al target, potenzialmente qualche decina di minuti) e la rapidissima individuabilità di un ordigno in viaggio, la parte "lancerebbe sull'allarme", cioè avrebbe il tempo di replicare - e lo farebbe - prima o subito dopo essere stata colpita (azione detta Secondo colpo nucleare), anche qualora la catena di comando o l'autorità preposta a tale risposta fosse stata distrutta con il primo attacco (azione detta fail deadly), in pratica attuando una vendetta contro chi ha sferrato il primo colpo.
Dopo qualche decina di minuti, dunque, entrambi i contendenti sarebbero distrutti con uno scarto temporale assai breve. Lo sperabile atteso risultato degli assunti di questa teoria è che tali considerazioni possano indurre una pace (o almeno una rinunzia all'uso dell'arma nucleare), ed una situazione quindi pur tesa, ma resa stabile dal mutuo deterrente. La principale applicazione dei risultati di questa elaborazione si ebbe durante il periodo della cosiddetta guerra fredda (dal 1945 al 1990 circa) nella contrapposizione tra gli Stati Uniti e l'Unione Sovietica, quando la MAD venne interpretata come un potenziale strumento di ausilio teoretico, ma anche strategico, per prevenire ogni conflitto diretto tra le due superpotenze mentre queste si confrontavano in piccole guerre tradizionali, per lo più gestite indirettamente attraverso paesi satelliti in varie parti del Globo.
La distruzione mutua assicurata fu parte fondante degli indirizzi della strategia statunitense, che credeva che la guerra nucleare tra USA e URSS avrebbe potuto essere prevenuta al meglio se nessuna delle due parti avesse potuto difendere sé stessa contro i missili nucleari dell'altra (vedi Trattato anti missili balistici). La gravità della minaccia era critica proprio per tale capacità garantita di reciproco danno ed entrambe le parti dovettero investire un sostanzioso capitale in armamenti, anche per quelli il cui uso non si intendeva sperimentare davvero.
Questo scenario venne spesso descritto con la locuzione "deterrenza (o dissuasione) nucleare". I critici della teoria della distruzione mutua assicurata notarono che l'acronimo inglese di Mutual Assured Distruction, "MAD", condivideva qualcosa di più di una mera assonanza con la parola inglese mad, che in italiano significa "folle, matto", poiché l'equilibrio e lo stato di quiete (almeno quella atomica) dipendevano da diverse condizioni necessarie per la sua applicabilità, tutte inevitabilmente soggette a rischi insostenibili ed eventualmente irrimediabili:
- Individuazione perfetta dell'attacco lanciato dal nemico:
  - non dovrebbe verificarsi nessun falso positivo negli strumenti e nelle procedure di identificazione di un lancio della parte rivale;
  - non dovrebbe essere possibile un lancio camuffato;
  - per la consegna delle testate non dovrebbe essere previsto alcun mezzo alternativo ai missili, magari non rilevabile prima della detonazione (ad esempio, testate nucleari installate su di un camion);
  - dovrebbe essere possibile un'attribuzione perfetta (nel caso, ad esempio, di un lancio dal confine tra Cina e Russia, avendo entrambe le nazioni la possibilità di lanci nucleari, non sarebbe chiaro contro quale delle due si dovrebbe reagire).
- Razionalità perfetta:
  - Nessuno stato canaglia dovrebbe sviluppare armi nucleari (in quanto, se lo facesse, smetterebbe di essere uno stato canaglia e si assoggetterebbe alla logica della distruzione mutua assicurata);
  - Nessun comandante impazzito da entrambe le parti, in nessun momento, dovrebbe avere la capacità di corrompere il processo di decisione del lancio;
  - Tutti i capi con capacità di lancio si dovrebbero realmente preoccupare della e per la sopravvivenza dei loro rispettivi popoli;
  - Mentre la MAD non assume che il sistema di lancio per rappresaglia funzioni perfettamente, assume però opinabilmente che nessun leader con capacità di lancio colpisca per primo scommettendo sul fallimento del sistema di risposta dell'avversario;
  - Nessun sistema di rifugi sarebbe sufficiente a proteggere la popolazione e/o l'industria;
  - Nessuno sviluppo di tecnologia anti-missile o impiego di altre misure protettive sarebbe attivabile.

## Gossip e cinematografia
Proprio a questo riguardo la cronaca post-bellica ci consegna un episodio tenuto all'oscuro per molti anni per motivi di opportunità militari e politiche, quello del militare dell'Armata Rossa Stanislav Evgrafovič Petrov. Petrov si rese protagonista di un episodio chiave conosciuto come "l'incidente dell'equinozio d'autunno", a seguito del quale - riconosciuto a posteriori - fu consegnato alla storia con il merito di aver salvato il mondo dalla distruzione nucleare.
La teoria fu oggetto di amara satira nel film di Stanley Kubrick Il dottor Stranamore - Ovvero: come ho imparato a non preoccuparmi e ad amare la bomba (1964): nella pellicola i sovietici dispongono di un ordigno da fine del mondo che individua automaticamente ogni attacco nucleare all'URSS e di conseguenza distrugge tutta la vita sul pianeta a causa del fallout. Il film mostra anche un comandante impazzito che, inconsapevole del dispositivo sovietico, ordina alla sua squadriglia un attacco nucleare preventivo, scommettendo che l'alto comando sarà costretto ad appoggiarlo lanciando tutto l'arsenale atomico per sopravvivere al contrattacco russo. Il film rispecchia situazioni non inverosimili e non inverificabili, in quanto lo stratega nucleare Herman Kahn aveva effettivamente contemplato un tale ordigno come strategia per garantire la distruzione mutua assicurata. In effetti il film rappresenta un interessante fenomeno esplorato da alcuni teorici: contrariamente alle assunzioni della MAD, una strategia di soddisfacimento delle minacce - nel quale uno promette di reagire alle minacce dell'altro indipendentemente da quanto questo possa essere razionale - può essere usata da una parte per controllare l'altra. Per avere una possibilità di funzionamento, comunque, la strategia deve essere a conoscenza del nemico, una condizione non soddisfatta nel film di Kubrick, nel quale è per una casualità che non viene espressa (i sovietici mettono in funzione il sistema prima di darne l'annuncio in quanto il loro leader aspettava un'importante ricorrenza per farlo).
Altro esempio cinematografico che ben rappresenta gli effetti psicologici della MAD, contemporaneo al precedente, è A prova di errore, di Sidney Lumet. Nel film si ipotizza che, a causa di interferenze anomale nelle comunicazioni, una squadra di bombardieri nucleari americani in volo di pattugliamento sull'Alaska riceva per errore l'ordine di bombardare Mosca. Lo stato maggiore americano cercherà in tutti i modi di fermare la missione, arrivando fino a chiedere la collaborazione dei sovietici per abbattere i velivoli prima che essi sgancino gli ordigni nucleari, senza riuscirci. Alla fine, per dimostrare ai sovietici che la missione non era voluta e per scongiurare una guerra termonucleare globale, il presidente americano ordinerà di distruggere New York. Nonostante le denunce di plagio che l'autore e il regista de Il dottor Stranamore intentarono contro gli autori di A prova di errore i film sono sostanzialmente differenti, visto che quest'ultimo non è assolutamente satirico ma girato in chiave molto realistica e drammatica.
Un altro esempio di film dove viene presa in considerazione la MAD è Wargames - Giochi di guerra, dove un ragazzino rischia di alterare il fragile stato di quiete tra USA e URSS quando, violando il sistema di protezione del sistema informatico della difesa americana e credendo di essere all'interno di un computer di una società di videogiochi, lancia una simulazione di un gioco di guerra denominato "guerra termonucleare globale". Il supercomputer del NORAD (North American Aerospace Defense Command) inizia a ricevere allarmi su attacchi missilistici sovietici e dà automaticamente inizio alle procedure per un contrattacco. Solo alla fine viene scoperto il fatto della simulazione, ma ormai è troppo tardi per revocare la procedura con un comando manuale. L'unico modo per interrompere tale processo diventa quello di fare giocare il computer contro se stesso, facendolo arrivare alla conclusione che "l'unica mossa vincente è quella di non giocare".

## Indirizzi strategici attuali
La caduta dell'Unione Sovietica ha ridotto le tensioni tra Stati Uniti e Russia e tra Stati Uniti e Cina e la distruzione mutua assicurata è stata sostituita come modello di stabilità tra le suddette nazioni. In tale scenario sono coinvolte direttamente anche Francia, Gran Bretagna ed altre nazioni che detengono arsenali atomici o concorrono alla condivisione nucleare. Anche se l'amministrazione di George W. Bush ha ritirato la firma americana dal Trattato anti missili balistici, il limitato sistema di difesa missilistica proposto dall'amministrazione Bush è progettato per prevenire il ricatto nucleare da parte di uno stato con limitata capacità nucleare e non è progettato per alterare l'atteggiamento nucleare tra Russia e USA. Il sostituto della MAD, la guerra asimmetrica, è progettato per trarre vantaggio da anni di una analisi che si è concentrata nel trovare un concetto di stabilità che non faccia affidamento sul tenere in ostaggio la popolazione civile.
L'amministrazione Bush ha approcciato la Russia con l'idea di allontanarsi dalla MAD verso una differente politica nucleare di escalation negli armamenti. La Russia si è mostrata poco ricettiva di fronte a questi approcci, in gran parte a causa della paura che un diverso atteggiamento difensivo risulterebbe più vantaggioso per gli Stati Uniti che per la Russia. Alcuni sostengono che la distruzione mutua assicurata venne abbandonata il 25 luglio 1980, quando il presidente statunitense Jimmy Carter adottò la countervailing strategy nella Direttiva Presidenziale 59. A partire da questa data la linea strategica statunitense è stata orientata verso l'obiettivo di riportare la vittoria in un'eventuale guerra nucleare. La programmata risposta ad un attacco sovietico non fu più quella di bombardare le città russe e garantirsi la loro distruzione. Le armi nucleari americane dovevano innanzitutto eliminare la dirigenza sovietica, quindi attaccare gli obiettivi militari, nella speranza di una resa sovietica prima della distruzione totale dell'URSS (e degli USA). Questa politica fu ulteriormente sviluppata dal presidente Ronald Reagan con l'annuncio della Strategic Defense Initiative (SDI, conosciuta anche come "Guerre stellari" o "Scudo stellare"), indirizzata a distruggere i missili sovietici prima che raggiungessero gli Stati Uniti. Se l'SDI fosse stata operativa avrebbe minato alcuni presupposti della "distruzione assicurata" prevista dalla MAD.

## Critica
Diversi studiosi hanno avanzato obiezioni filosofiche contro i principi della teoria della deterrenza su basi puramente etiche nell’età moderna. In questo gruppo è incluso il filosofo americano Robert L. Holmes. Egli osserva che la dipendenza dell'umanità da un sistema di prevenzione della guerra basato esclusivamente sulla minaccia di fare la guerra è intrinsecamente irrazionale e deve essere considerata immorale secondo i principi deontologici fondamentali. Inoltre, si chiede se si possa dimostrare in modo definitivo che un tale sistema è effettivamente servito a prevenire la guerra in passato e può effettivamente servire ad aumentare la probabilità di intraprendere una guerra in futuro grazie alla sua dipendenza dal continuo sviluppo delle nuove generazioni di armi nucleari tecnologicamente avanzate.